# Bilan de compétences
Cet article concerne le concept français. Pour la notion générale, voir Évaluation des compétences.
 (septembre 2024).
D'après le Code du travail (France), le bilan de compétences a pour objet de permettre au salarié d'analyser ses compétences professionnelles et personnelles, ainsi que ses aptitudes et ses motivations. Il vise à définir un projet professionnel réaliste et adapté au marché de l'emploi et, le cas échéant, un projet de formation continue ou complémentaire.
Il est envisagé lorsqu'une personne, en poste ou en transition, s'interroge sur sa situation professionnelle et la poursuite de celle-ci.
Selon une enquête du Centre d’études de l’emploi et du travail parue en 2021, les objectifs du bilan de compétences sont : la définition d'un projet professionnel, la réalisation d'un point sur soi, sur son parcours et ses motivations, l'exploration de pistes d'évolution et de développement professionnel, l'identification de compétences, acquis, aptitudes, ressources et contraintes, l'acquisition de méthodes d'orientation, une reprise de confiance en soi, la recherche de sens au travail, d'équilibre personnel et professionnel.
Crée en 1991, il est considéré comme une action de formation (article L.6323-1 du Code du Travail). Il n'a pas d'équivalent dans les pays anglo-saxons.

## Déroulement du bilan de compétences
Le bilan de compétences respecte trois phases réglementaires (décret n°2018-1330 du 28 décembre 2018 - art. 2).
1° Une phase préliminaire qui a pour objet :
a) D'analyser la demande et le besoin du bénéficiaire ;
b) De déterminer le format le plus adapté à sa situation et son besoin ;
c) De définir conjointement les modalités de déroulement du bilan ;
2° Une phase d'investigation qui permet, soit de construire son projet professionnel et d'en vérifier la pertinence, soit d'élaborer une ou plusieurs alternatives ;
3° Une phase de conclusions qui permet au bénéficiaire :
a) De s'approprier les résultats détaillés de la phase d'investigation ;
b) De recenser les conditions et moyens favorisant la réalisation du ou des projets professionnels ;
c) De prévoir les principales modalités et étapes du ou des projets professionnels, dont la possibilité de bénéficier d'un entretien de suivi avec le prestataire de bilan de compétences.

Le document de synthèse, élaboré pendant la phase de conclusions, doit comporter :
- l’analyse des compétences professionnelles et personnelles ;
- la définition du projet professionnel, des propositions concrètes d’évolution ou de réorientation professionnelle ;
- les conditions et moyens favorisant la réalisation du ou des projets professionnels ;
- les principales modalités et étapes à prévoir pour la mise en œuvre du ou des projets professionnels (dont la possibilité de bénéficier d’un entretien de suivi avec le prestataire de bilan de compétences).
Le bénéficiaire du bilan de compétences est seul destinataire des résultats et de la synthèse.

## Types d'accompagnement
La bilan de compétences peut être réalisé en entretiens individuels, avec ou sans discussion en collectif selon les cabinets. Pour rester éligible au CPF, le collectif doit, le cas échéant, rester un "partage ponctuel" et non pas l'unique modalité d’accompagnement.
De plus en plus de cabinets effectuent des accompagnements 100% à distance, en soulignant la flexibilité de cette modalité. Ceux disposant de locaux proposent généralement deux possibilités : en ligne et/ou en présentiel, au choix de la personne.
Dans tous les cas, le bilan doit être adapté à la situation et aux besoins du bénéficiaire.
Les conseillers sont généralement des psychologues du travail, des psychologues de l'orientation, des psychologues cliniciens ou des non psychologues ayant vécu des reconversions après plusieurs années de carrière dans un ancien métier: coaches ou professionnels RH formés à des techniques d’accompagnement.
Depuis les évolutions du référentiel qualiopi, les dimensions psychologiques et comportementales se trouvent confrontées à la nécessité pour les financeurs d'une objectivation plus forte de l'utilité pour les bénéficiaires.
Sur une activité soumise à une forte concurrence les promesses publicitaires doivent en effet se conjuguer de mesures d'impact probantes.
Le bilan de compétences entrepreneuriales quant à lui peine à émerger après son retrait du financement CPF en 2023, malgré les recommandations de la cour des comptes et de l'assemblée nationale en 2012.

## Choisir un cabinet de bilan de compétences
Il est recommandé de rencontrer au préalable plusieurs conseillers afin de choisir un cabinet. Un premier entretien gratuit doit être proposé, dont la durée varie souvent entre 30 minutes et une heure. Il est ainsi possible de s'informer sur les méthodes utilisées, sur l'expérience et les formations du conseiller qui sera en charge de l'accompagnement et de poser des questions.
Une recherche de cabinets peut être effectuée sur le site ou l'application MonCompteFormation.Gouv.fr (avec la mention GOUV.FR). Cette plateforme recense uniquement les organismes certifiés Qualiopi et éligibles au CPF. Y est par ailleurs indiqué, pour chaque centre, un indicateur de satisfaction correspondant au nombre d'étoiles attribué par les anciens stagiaires inscrits via la plateforme.
La liste des organismes, régulièrement mise à jour, est également disponible sur le site officiel Data.gouv.fr qui permet également de vérifier facilement si une structure est certifiée Qualiopi (onglet «Labels et certificats»).

## Financement
En tant qu'action de formation, le bilan de compétences peut être financé en tout ou partie par le CPF, Pole Emploi pour les demandeurs d'emploi, l'employeur privé ou public, un Opco, la région, ou autre. Il peut aussi être financé (ou co-financé en cas de prise en charge partielle par un organisme tiers) par la personne elle-même.
Pour pouvoir bénéficier d'une solution de financement, l'organisme doit posséder la certification Qualiopi (qui remplace l'ancien "Datadock").